# Agron

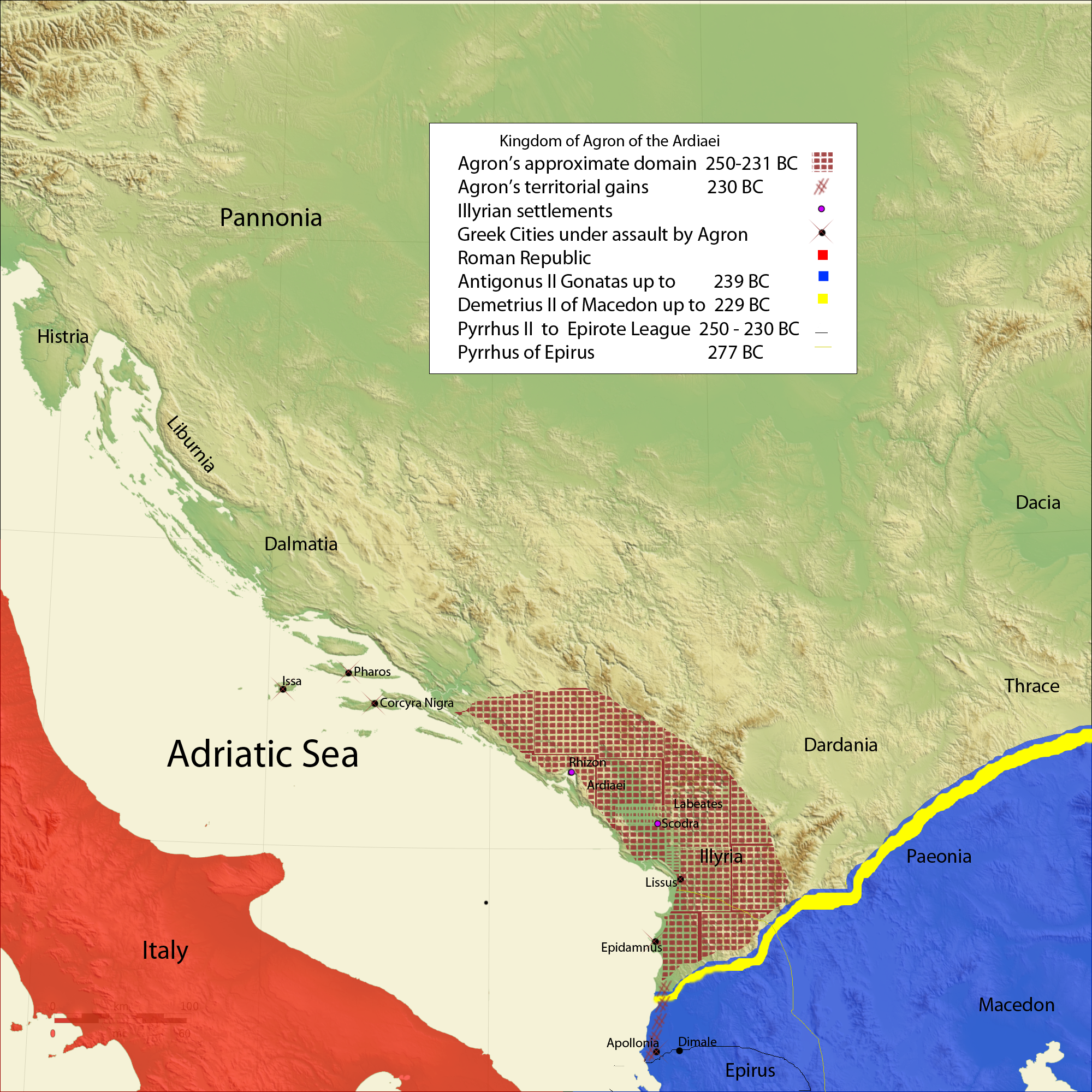
Agrons Reich

Agron (in altgriechischen Quellen Ἄγρων) war ein illyrischer König in der Epoche des Hellenismus. Sein Reich umfasste weite Teile Illyriens (in etwa das heutige Albanien, Bosnien und Herzegowina, Kosovo, Montenegro und das südliche Dalmatien) sowie auch Teile von Epirus und die Insel Korfu. Er folgte seinem Vater Pleuratos in der Herrschaft nach und regierte von 250 bis 230 v. Chr.
Während der Herrschaft Agrons waren die Illyrer auf dem Höhepunkt ihrer Macht. Ihr Heer und ihre Flotte waren ein bedeutender regionaler Machtfaktor auf dem Balkan und in der südlichen Adria. Das illyrische Reich war jedoch ein verhältnismäßig instabiles Gebilde, eine Konföderation aus verschiedenen Stammesherrschaften, über die Agron nur eine gewisse Oberhoheit beanspruchen konnte.
Agron unterdrückte die griechischen Küstenstädte. Die Griechen der dalmatinischen Insel Issa baten deshalb 231 oder 230 die Römer um Hilfe gegen den illyrischen König. Zu einer römischen Intervention, zunächst diplomatisch, dann militärisch, kam es aber erst nach Agrons Tod.
231 v. Chr. bat Demetrios II. von Makedonien Agron um ein Bündnis gegen den Ätolischen Bund und die illyrischen Truppen konnten die Ätoler auch tatsächlich besiegen. Bei den Siegesfeiern übernahm sich Agron und starb infolge von übermäßigem Weinkonsum. Offizieller Nachfolger wurde sein minderjähriger Sohn Pinnes, der aber die tatsächliche Herrschaft nie übernahm. Für ihn regierte seine Mutter, Königin Teuta.